# Bão Paloma
Bão Paloma là xoáy thuận nhiệt đới thứ 17, bão nhiệt đới thứ 16, trận bão thứ 8, và trận bão lớn thứ 5 và bão cấp bốn thứ ba của mùa bão Bắc Đại Tây Dương 2008 sau cơn bão Ike và Gustav.

## Lịch sử khí tượng
Bão Paloma hình thành vào sáng ngày 5 tháng 11 năm 2008 từ một vùng nhiễu động ở phía đông bờ biển của Nicagarua và phía bắc bờ biển của Honduras, nó bắt đầu di chuyển chậm về phía Bắc và mạnh dần lên thành áp thấp nhiệt đới rồi bão nhiệt đới và được có tên là Paloma. Hôm sau 6 tháng 11 thì bão Paloma đã mạnh lên cấp 1 và tiếp tục di chuyển về hướng bắc, ngày 7 tháng 11, Paloma đã gia tăng cường độ lên cấp 3 với sức gió đạt 185 km/g sang ngày 8 bão đã trở thành cuồng phong cấp 4 thứ ba của mùa bão Bắc Đại Tây Dương năm 2008 và gây ra gió mạnh với sức gió lên đến 220 km/g cho đảo Cayman, nửa ngày sau bão suy yếu chỉ còn cấp 3 nhưng vẫn rất nguy hiểm. Paloma đã đổ bộ vào Santa Cruz del Sur của Cuba với sức gió 205 km/g và suy yếu rất nhanh chỉ còn cấp 1 ngay sau đó, 4 giờ sau đó Paloma chỉ còn là bão nhiệt đới và tiếp tục suy yếu thành áp thấp nhiệt đới tan dần. Tổng thiệt hại là 1.4 tỷ đô la.

## Chuẩn bị
Người dân Cuba đã được thông báo phải chuẩn bị tản cư. Dự báo thời tiết cho biết bão Paloma có thể kéo theo nhiều đợt sóng lớn mạnh có thể gây thiệt mạng cho con người, nhưng sẽ dịu lại sau khi đánh vào Cuba. Sau đó bão sẽ lần đến Florida rồi tiến thẳng vào đảo Bahamas.

## Tác động

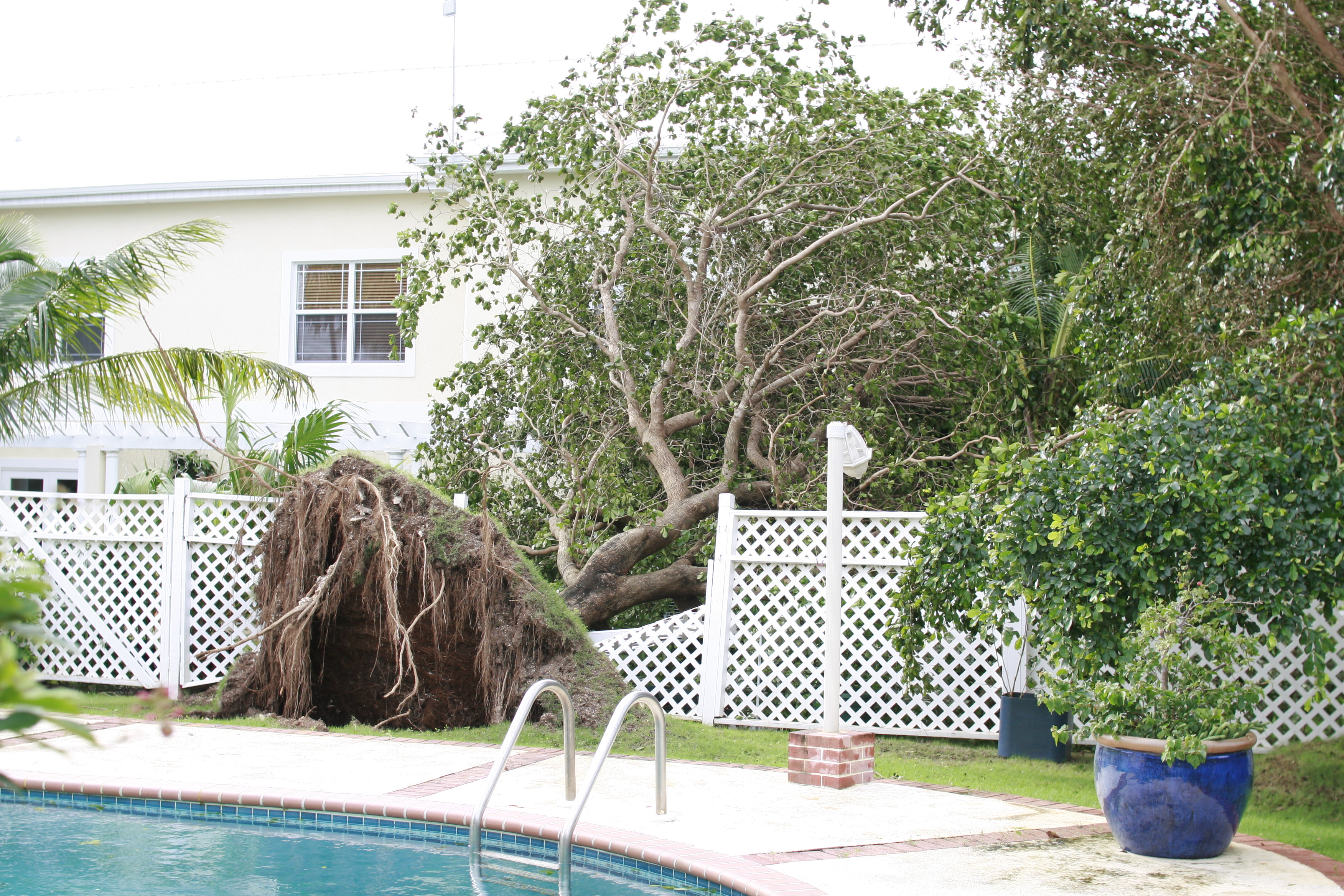
Cây bị bật gốc do chịu sức gió khủng khiếp

Bão Paloma đã phá hoại một số lớn dây điện trên đảo Grand Cayman. Khi lên đến 177 cây số một giờ, sức mạnh của gió đã phá hoại rất nhiều nhà cửa và kiến trúc nhưng không một ai bị thiệt mạng. Sau đó, sức mạnh của bão Paloma lên đến 224 cây số một giờ, và mực nước của mưa bão lên đến 5-10 inches trên đảo Cayman cũng như các vùng trung ương và miền Đông Cuba.
Bão Paloma đã gây thiệt hại cho rất nhiều cây cối và làm ngập lụt vài vùng thấp dưới mực nước ở Gran Cayman, nhưng đa số dân chúng đã thoát nạn bão và được an toàn. Điện và nước đã được cung cấp lại đầy đủ và các cửa tiệm đã mở cửa buôn bán như thường.

## Nhận định
Cựu chủ tịch Cuba, là Fidel Castro, nói rằng vào tháng 8 và 9 năm 2008 đã có hai trận bão lớn phá hoại mùa màng, xa lộ và gây thiệt hại đến $9.4 tỷ Mỹ kim.
Tờ báo chính thức của Cuba là Granma cho biết một trận bão tương tự vào năm 1932 đã gây thiệt mạng khoảng 3.000 người, cho nên bão Paloma là một lo ngại rất lớn cho đảo Cayman.